# Horismenus persimilis
Horismenus persimilis är en stekelart som beskrevs av William Harris Ashmead 1904. Horismenus persimilis ingår i släktet Horismenus och familjen finglanssteklar. Inga underarter finns listade i Catalogue of Life.